# Grand Prix de Wallonie 2009
La 50e édition du Grand Prix de Wallonie a eu lieu le 16 septembre 2009. Elle a été remportée par le Belge Nick Nuyens.

## Classement final
Nick Nuyens remporte la course en parcourant les 203,8 kilomètres en 4 h 46 min 13 s à la vitesse moyenne de 42,722 km/h.
| Classement final, | Classement final, | Classement final, | Classement final,            | Classement final,  |
|                   | Coureur           | Pays              | Équipe                       | Temps              |
| ----------------- | ----------------- | ----------------- | ---------------------------- | ------------------ |
| 1er               | Nick Nuyens       | Belgique          | Rabobank                     | en 4 h 46 min 13 s |
| 2e                | Allan Davis       | Australie         | Quick Step                   |                    |
| 3e                | Roy Sentjens      | Belgique          | Silence-Lotto                |                    |
| 4e                | Bert De Waele     | Belgique          | Landbouwkrediet-Tönissteiner |                    |
| 5e                | Romain Feillu     | France            | Agritubel                    |                    |
| 6e                | Jonathan Hivert   | France            | Skil-Shimano                 |                    |
| 7e                | Fabian Wegmann    | Allemagne         | Milram                       |                    |
| 8e                | Sven Renders      | Belgique          | Topsport Vlaanderen-Mercator |                    |
| 9e                | Stefano Garzelli  | Italie            | Acqua & Sapone-Caffe Mokambo |                    |
| 10e               | Gerben Löwik      | Pays-Bas          | Vacansoleil                  |                    |
| modifier          |                   |                   |                              |                    |